# I. e. 99
Évszázadok: i. e. 2. század – i. e. 1. század – 1. század
Évtizedek: i. e. 140-es évek – i. e. 130-as évek – i. e. 120-as évek – i. e. 110-es évek – i. e. 100-as évek – i. e. 90-es évek – i. e. 80-as évek – i. e. 70-es évek – i. e. 60-as évek – i. e. 50-es évek – i. e. 40-es évek
Évek: i. e. 104 – i. e. 103 – i. e. 102 – i. e. 101 –  i. e. 100 – i. e. 99 – i. e. 98 – i. e. 97 – i. e. 96 – i. e. 95 – i. e. 94

## Események

### Róma
- Aulus Postumius Albinust és Marcus Antonius Oratort választják consulnak.
- Marcus Antonius száműzeti Sextius Titius néptribunust, az előző évben meggyilkolt Saturninus barátját.
- A Saturninussal korábban szövetkezett és emiatt diszkreditálódott Caius Marius egy időre elhagyja Rómát. Keletre utazik; Déloszon át kis-ázsiai körutat tesz. Találkozik VI. Mithridatész pontoszi királlyal és állítólag igyekszik háborút provokálni vele, amikor azt mondja neki: "Király, vagy igyekezz erősebb lenni a rómaiaknál, vagy némán teljesítsd parancsaikat."

### Hellenisztikus birodalmak
- VI. Mithridatész elűzi VIII. Ariarathész kappadókiai királyt és ismét saját fiát, IX. Ariarathészt ülteti a trónra.

### Kína
- Li Ling vezetésével hadjárat indul a hsziungnuk ellen, de a hadsereg szinte teljesen megsemmisül, a hadvezér pedig megadja magát.

## Születések
- Lucretius, római költő és filozófus

## Fordítás
- Ez a szócikk részben vagy egészben  a(z)   99 av. J.-C. című francia Wikipédia-szócikk ezen változatának fordításán alapul.  Az eredeti cikk szerkesztőit annak laptörténete sorolja fel. Ez a jelzés csupán a megfogalmazás eredetét és a szerzői jogokat jelzi, nem szolgál a cikkben szereplő információk forrásmegjelöléseként.